# Asociación de baloncesto de la República Popular China
La BAC (por sus siglas en inglés "Asociación de Baloncesto de la República Popular China") es el organismo que rige las competiciones de clubes y la Selección nacional de China. Pertenece a la asociación continental FIBA Asia.